# بوروونیتسه (ناحیه بنشوف)
بوروونیتسه (به چکی: Borovnice) یک منطقهٔ مسکونی در جمهوری چک است که در ناحیه بنشوو واقع شده‌است. بوروونیتسه ۳٫۰۹ کیلومتر مربع مساحت و ۷۹ نفر جمعیت دارد.